# 郊区 (桂林市)
桂林市郊区，中国旧区名。
1971年由桂林市近郊区改置。在今广西壮族自治区桂林市郊。1979年撤销，设立象山、秀峰、叠彩、七星四区。